# Радио ООН
Радио Организации Объединённых Наций предоставляет информацию о деятельности ООН. Радиослужба, расположенная в штаб-квартире Организации в Нью-Йорке — часть Департамента общественной информации Секретариата ООН.
Радио ООН рассказывает о проблемах мира и безопасности, развития и прав человека. Русская служба Радио ООН уделяет особое внимание работе ООН в постсоветских государствах и освещению вклада этих стран в деятельность Организации.
Радио ООН готовит ежедневные (5 дней в неделю) выпуски новостей, интервью, репортажи и тематические журналы. На сайте Радио ООН также размещены архивные аудиоматериалы, оригинальные записи пресс-конференций, заседаний Генеральной Ассамблеи, Совета Безопасности и других органов ООН.
В студии Радио ООН побывали такие известные личности как певец Стиви Уандер, актёры Шарлиз Терон и Майкл Дуглас, космонавт Сергей Волков. В своё время интервью Радио ООН давали политические деятели Сергей Лавров, Нурсултан Назарбаев и Роза Отунбаева, музыканты Борис Гребенщиков и Денис Мацуев, певицы Валерия и Диана Гурцкая и многие другие.

## Радио ООН и миротворческие операции
В современном мире радио становится неотъемлемой частью миротворческих миссий, проводимых под эгидой ООН. Как правило, радиостанции призваны ознакомить местное население с мандатом миротворческой операции и ее деятельностью, а также происходящими в стране значительными событиями – например, выборами или заключением и имплементацией мирного соглашения.
Организацию собственных радиостанций, функционирующих для поддержки миротворческихх операций, ООН стала развивать еще с 90-х годов прошлого века. Появление радио UNTAC в Камбодже считается до сих пор одним из самых успешных проектов ООН в информационной сфере. Это была единственная станция в стране, которая осмеливалась освещать нарушения прав человека - в том числе против вьетнамского меньшинства.
Например, радиостанция «Miraya» появилась в Южном Судане в 2006 году, войдя в состав миротворческой операции МООНЮС, и была призвана способствовать претворению в жизнь Всеобъемлющего мирного соглашения 2005 года.
В ДРК информационную поддержку миротворцам с 2002 года стало оказывать радио "Окапи", вещающее на пяти языках и являющееся совместным проектом МООНДРК и швейцарской неправительственной организации "Fondation Hirondelle". Миссия запустила ежедневную радиопрограмму под названием «Гутахика», что переводится как «возвращение домой». Программа транслировалась дважды в день, по большей части в восточной части страны, где сосредоточены группы повстанцев для того, чтобы способствовать их добровольной репатриации из Руанды. Программа рассказывает о бывших повстанцах, которые вернулись домой в свои родные селения, а также транслирует послания семей повстанцев с призывами преодолеть страх и вернуться в родные края и дает практические советы по разоружению и репатриации. Специалисты по радиотрансляции и видеосъемкам МООНДРК, ответственные за выпуск программы «Гутахука», совершают регулярные поездки по Руанде, встречаясь в транзитных или реинтеграционных лагерях с бывшими повстанцами. Однако показать репортажи солдатам оказывается нелегко из-за позиции их начальников-экстремистов.
Штат сотрудников для подобных радиостанций – включая журналистов, техников и переводчиков – набирается из местного населения  и обучается либо за счет ООН, либо на средства НПО и спонсоров, привлекаемых организацией.

### Критика
Радиостанции ООН фокусируются в основном на проблемах национального, регионального или межгосударственного масштаба. Это не отвечает интересам населения стран, где дислоцируются миротворцы: согласно проведенному Би-би-си в 2010 году исследованию, оно в большей степени заинтересовано в освещении и обсуждении локальных событий.
Радио ООН зачастую сталкивается с противодействием официальных национальных властей в процессе работы. Несмотря на согласие, прописанное в Соглашении о статусе сил, суданские власти препятствовали трансляциям передач радио ООН в Дарфуре. Независимые государства не всегда готовы предоставлять радиочастоты для вещания международной организации. Так когда миротворческие силы ООН появились в Косово в 1999 году, ООН начала трансляции собственных программ на «Радио  Приштина»  (Албания) и «Радио Корона» (Сербия). Программы были нацелены на повышения уровня терпимости,  ограничению  проявлений  жестокости и насилия, а также к сотрудничеству с миссией ООН.
Несмотря на то, что главной задачей радио ООН является донесение информации до возможно большего числа граждан страны пребывания, цель не всегда выполняется. Так, радио “Miraya” вещает на английском и арабском языках, что исключает возможность получения информации деревенскими жителями, говорящими только на местных наречиях.
По окончании  миротворческой миссии ООН прекращает вещание соответствующей радиостанции. Проблема заключается в том, что организация не предусматривает восполнение возникающего вакуума в национальном медиапространстве. В Южном Судане ООН тесно сотрудничает с одним из государственных радиоканалов, который, однако, вряд ли сможет выполнять функции независимого радио общенационального масштаба. Однако есть и примеры удачного разрешения подобной проблемы. В 2003 году, когда была объявлена независимость Восточного Тимора, ООН  передала  новому  правительству  свою популярную радиостанцию UNTAET, вещавшую на четырех языках и ставшую национальной радиостанцией Тимор-Лесте.  Также, по окончании работы Миссии ООН в Сьерра-Леоне в 2005 году было предложено передать радиостанцию национальному правительству к середине 2006 года.
Критике подвергается и несвоевременность запуска радиовещания в определенной стране. В случае с Руандой радиостанция ООН начала работу лишь спустя полтора года после начала миротворческой операции. Такая медлительность не позволила ООН эффективно бороться с пропагандой местного Свободного радио и телевидения тысячи холмов, сыгравшего особую роль в разжигании геноцида.

### Языки
- Английский
- Французский
- Китайский
- Русский
- Испанский
- Арабский

Также доступны программы на португальском, суахили, хинди, урду и бенгали.
Все программы доступны в виде подкастов и RSS.